# トランペッター (企業)
トランペッター (英文:Trumpeter、中文:小号手) は、中華人民共和国マカオの華新発展有限公司 (Wasan Development Limited) の模型・プラモデルブランド。

## 概要
華新発展有限公司は中国広東省中山市の雅太電器有限公司 (YATAI ELECTRIC APPLIANCES CO., LTD.) 傘下で、マカオに金型工場の華新模具塑膠製品廠 (Wasan Plastic Model Co) があり、当初はTVゲーム機など玩具の金型を生産していた。後に自社オリジナルとして「トランペッター」ブランドにより模型・プラモデルの生産を開始した。スライド金型による一体成型技術は高く、自社製品以外に外国の模型メーカーなどの金型製作・OEM生産も請け負っている。
本社は中華人民共和国広東省中山市に所在し、工場は中山市と、隣接するマカオに所在する。雅太電器有限公司では模型・プラモデル以外では電動工具を生産している。
日本では「トランペッター」のほか、「トラペ」、「ラッパ」などと呼称される。

## 沿革
1993年、中国の広東省中山市にて雅太電器有限公司が創業。
1995年、「小号手」(Trumpeter) ブランド設立。模型・プラモデルの製造に参入。1996年より本格的に生産を開始した。
1990年代後半から精密模型 (スケールモデル) に進出し、1999年の中国建国50周年の軍事パレードの影響もあり、中国でのプラモデル市場が急速に拡大する中、発展した。この頃から大型の金型製造に関する先進的な技術の導入を開始し、3ds Maxを用いたCADにより設計し、放電加工やCNC工作機械などによる加工で精密金型を生産するようになった。
1999年のニュルンベルク国際玩具見本市では、トランペッターとしては初の1/32スケール航空機となるA-10を出品し、デザイン賞を受賞、以後2004年までに同賞を5回受賞した。
近年、以前よりも品質は向上したが、未だに粗雑なイメージは強く批判は多い。日本のフジミ模型やピットロードとの提携によるOEM生産も展開されている。

## 製品
これまで他社の販売して来なかった大スケールの製品を次々に発売し、かつてに比べ品質は向上しつつある。当初は人民解放軍のAFVなど共産圏諸国の戦車や航空機などが主体であったが、徐々に西側や旧ドイツ軍兵器の製品も増えている。クルップK5など、一部の商品ではドラゴンモデルズと競合することもあり、新製品の発売攻勢をかけ業界に旋風を巻き起こした。
ドイツ国鉄52形蒸気機関車やスウェーデンのStrv.103戦車、ロシアの2K12地対空ミサイル車両など、これまで他社が手がけてこなかった製品・スケールで製品化し、長年待ち望んでいたモデラーからは歓迎された。一方で、かつてそれらを発売していた小規模生産のガレージキットメーカーなどにとっては、経年変化が少なく比較的安価かつ大量に安定供給可能で高品質なインジェクションキットの存在は脅威となった。
初期の戦車のモーターライズキット製品では、使用されているABS樹脂の品質にばらつきがあったが、ディスプレイキット製品は全てスチロール樹脂製である。
トランペッターとイージーモデルは華新発展有限公司傘下であるが、ホビーボスは雅太電器有限公司傘下のブランドである。

### ホビーボス
ホビーボス (英文:HOBBYBOSS) では、主に中国国外の模型市場向けにトランペッター製品と似た商品展開を行っている。
AFVは1/35、1/48、1/72で、航空機は1/32、1/48、1/72で、艦船は1/350、1/700、1/1250の各スケールで展開されている。

### イージーモデル
イージーモデル (英文:Easy Model) では1/72の航空機やAFVの完成品を展開している。

### ミニホビー
ミニホビー (英文:Mini Hobby Models、中文:三角号手) では、主に入門者や年少者向け製品を展開しており、トランペッター製品に比べ品質が劣るものの、低価格設定となっている。
AFVは1/35、航空機は1/72、1/144、艦船は1/700の各スケールで展開されている。

### コピー製品
トランペッター製品の中には一部に他社製品のコピーとされているものが存在する。それら原型製品と比較し、トランペッター製品においては一部金型を追加したり、モーターライズ化された物も多い。
- インジェクションキットでは、90式戦車・T-72・AAV7はタミヤ、ルクレールはエレール、レオパルトII・F-22はイタレリ、Su-27はアカデミー、S-32はズベズダからのコピーとされている。レジンキットでは、K-1、オソリオ、Strv.103と言った中国以外の国で生産されたAFVや航空機が多い。インジェクションキットを原型にしたとされるコピー製品は中国国内での販売が中心である。日本へは「小号手」ブランドの並行輸入品が少数入ってきたのみである。また、これらの多くは既にカタログ落ちしている。

- これらコピー商品とされる製品を展開しているため、タミヤなどの一部のプラモデル・模型メーカーとの関係は険悪な一方で、ドイツレベルとはミニスケールAFVの金型製作・OEM生産に見られるように良好な関係といわれている。